# Arthur und Merlin
Arthur und Merlin ist ein britischer Fantasyfilm mit historischen Einflüssen der Artussage von Marco van Belle. In den Hauptrollen sind Kirk Barker, Stefan Butler und Nigel Cooke zu sehen.

## Handlung
Im mittelalterlichen Britannien versucht der bösartige Druide Aberthol, das Volk der Kelten zu vernichten. Dazu hat er die Kontrolle über den Verstand des Königs Vortigern übernommen. Der junge Krieger Arthfael findet, als er eine zum Christentum bekehrte Keltin vor den Anhängern des Druiden beschützt, ein magisches Schwert in einem Teich. Durch dieses Schwert kann er Visionen aus der Zukunft empfangen und sieht so den Tod des Königs auf dem Schlachtfeld. Da er die Zukunft kennt, schafft Arthfael es, den König vor seinem Schicksal zu bewahren. Allerdings stirbt stattdessen Arthfaels bester Freund. Wutentbrannt wegen des Verlustes konfrontiert Arthfael den Druiden, der schon in vorherigen Kriegssitzungen mit merkwürdigen Entscheidungen auffiel. Der König stellt sich allerdings gegen seinen Lebensretter und auf die Seite des Druiden und verbannt Arthfael.
Eine neue Vision führt ihn zum zurückgezogen lebenden Zauberer Myrrdin. Nach einem gescheiterten Versuch, Myrrdin für den Kampf gegen den Druiden zu gewinnen, ändert Myrrdin seine Meinung, als er die Symbiose zwischen Schwert und Arthfael entdeckt. Er schließt sich ihm an. Später gesellen sich ein Adliger und seine Leibwache zum Duo.
In den Katakomben kommt es zum finalen Kampf, wobei der Plan Aberthols, eine Gottheit zu beschwören, gelingt. Allerdings lag das in der Absicht von Arthfael und Myrrdin, weil nur so die geopferten Seelen befreit werden können. Gemeinsam werden Aberthol und seine Gottheit vernichtet. Dabei wird König Vortigern tödlich verletzt. Im Sterben liegend ernennt er Arthfael zu seinem Nachfolger.

## Kritik
Cinema spricht von einem Film, dessen Story sich zu sehr auf Dialoge stütze. Erst nach einer Stunde gewänne der Film dank etwas Witz an Fahrt. Er sei teils zu naiv und umständlich erzählt.
Auf Rotten Tomatoes bekam der Film lediglich eine Bewertung von 21 %.